# Eugênio Nelson Ritzel
Eugênio Nelson Ritzel (Dois Irmãos, 9 de dezembro de 1916 – 16 de maio de 1986) foi um político brasileiro. Foi bancário, segundo tenente da brigada militar entre 1934 e 1947 e professor de educação física entre 1952 e 1966. Ingressou na vida política em 1956, sendo eleito à quarta entre 1960 e 1963 e quinta entre 1964 e 1967 legislaturas do Rio Grande do Sul. Foi um dos suplentes na terceira legislatura entre 1956 e 1959 e presidiu o legislativo em 1961. Foi prefeito de Novo Hamburgo entre 31 de janeiro de 1977 e 11 de maio de 1982.